# Amerika (Schiff, 1930)
Die Amerika war ein 1930 in Dienst gestelltes Passagier- und Frachtschiff, das von der dänischen Reederei Det Østasiatiske Kompagni im Passagier- und Postverkehr zwischen Dänemark und Großbritannien, Kanada und den USA eingesetzt wurde. 1940 wurde das Schiff dem britischen Ministry of War Transport übergeben. Am 22. April 1943 wurde die Amerika südlich von Grönland von dem deutschen U-Boot U 306 versenkt. Dabei kamen 86 Menschen ums Leben.

## Das Schiff
Das Motorschiff Amerika wurde in Kopenhagen bei der Schiffswerft Burmeister & Wain’s Maskin- og Skibsbyggeri für die dänische Reederei Det Østasiatiske Kompagni (Die Ostasiatische Gesellschaft) gebaut. Das Schiff hatte zwei Schornsteine, zwei Masten und einen einzelnen Propeller. Die Schiffsvermessung lag bei 10.218 BRT und 6243 NRT, die Tragfähigkeit bei 11.375 DWT. Die Amerika war 147,52 Meter lang, 18,9 Meter breit und hatte einen maximalen Tiefgang von 8,53 Metern. Das Schiff wurde mit einem sechszylindrigen Dieselmotor der Bauwerft angetrieben, der 7000 PS leistete und eine maximale Geschwindigkeit von 14 Knoten (25,9 km/h) ermöglichte.
Die Amerika lief am 22. August 1929 bei Burmeister & Wain vom Stapel und wurde im Januar 1930 fertiggestellt. Sie war das zuerst fertiggestellte in einer Reihe von drei Schwesterschiffen. Die anderen beiden waren die Europa (Bj. 1931, 10.224 BRT), die am 3. Mai 1941 bei Liverpool bombardiert und versenkt wurde, und die Canada (Bj. 1935, 11.108 BRT), die am 3. November 1939 auf eine Seemine lief, strandete und zu einem Totalverlust erklärt wurde. Die 64 Menschen an Bord überlebten. Bei auslaufenden Überfahrten liefen die Amerika¸ die Europa und die Canada die Häfen von Southampton, St. Thomas, Kingston, Cristóbal, Los Angeles, San Francisco, Portland und Seattle an, bevor sie den Endhafen Vancouver ansteuerten. Auf der Rückfahrt wurden San Francisco, Los Angeles, der Panamakanal, Kingston, St. Thomas, London, Rotterdam, Hamburg und Göteborg angesteuert, bevor die Schiffe wieder in Kopenhagen einliefen.
Am 12. Mai 1931 kollidierte die Amerika auf dem Weg nach Southampton im Ärmelkanal mit einem Fischkutter. Am 11. Februar 1933 stieß das Schiff im Hafen von Vancouver mit dem britischen Dampfschiff Silksworth zusammen, wobei das Heck der Amerika beschädigt wurde. Am 29. März 1939 lief die Amerika auf dem Weg von Aarhus nach Kingston upon Hull im Kattegat bei der Insel Hjelm auf Grund. Dabei kam es zu einem Leck in Abteilung Nr. 6.

## Versenkung
Im Mai 1940 wurde die Amerika dem britischen Ministry of War Transport (MoWT) überstellt und fuhr fortan unter britischer Flagge. Neuer Betreiber wurde das in London ansässige Unternehmen United Baltic Corporation Ltd. Am Donnerstag, dem 22. April 1943 befand sich die Amerika unter dem Kommando von Kapitän Christian Nielsen mit 140 Passagieren, Besatzungsmitgliedern und Kanoniers auf einer Überfahrt von Halifax nach Liverpool. Sie war am 14. April aus Halifax ausgelaufen. Das Schiff hatte 8844 Tonnen Fracht geladen, darunter Metalle, Fleisch, Mehl sowie 200 Postsäcke. Unter den Passagieren befanden sich Angehörige der Royal Canadian Air Force.
Die Amerika fuhr in dem Konvoi HX.234. Südlich von Kap Farvel an der Südküste Grönlands wurde sie von U 306, einem U-Boot der deutschen Kriegsmarine unter dem Kommando von Kapitänleutnant Claus von Trotha, entdeckt und torpediert. U 306 war Teil der U-Boot-Gruppe „Meise“, die aus insgesamt 28 Einheiten bestand.
Das U-Boot schoss zwei Torpedos ab, von denen einer die Amerika traf und sie um 01.54 Uhr auf den Koordinaten 57° 30′ N, 42° 50′ W sinken ließ. Dabei kamen 42 Besatzungsmitglieder, sieben Kanoniere und 37 Passagiere ums Leben. Kapitän Nielsen, 29 Besatzungsmitglieder, acht Kanoniere und 16 Passagiere überlebten und wurden von der Korvette Asphodel (Lt. Cdr. Henry Patterson Carse, DSC) gerettet und in Greenock an Land gebracht. Kapitän Nielsen wurde mit der Lloyd’s War Medal for Bravery at Sea ausgezeichnet.